# Port lotniczy Giumri
Port lotniczy Giumri (IATA: LWN, ICAO: UDSG) – międzynarodowy port lotniczy położony 5 km na południe od centrum Giumri. Jest drugim co do wielkości portem lotniczym w Armenii.

## Linie lotnicze i połączenia
| Linia lotnicza | Kierunek          |
| -------------- | ----------------- |
| Pobeda         | 1. Moskwa-Wnukowo |

Architekt:L.Sh.Khristaforyan,R.G.Asratyan,G.N.Mousheghyan.
Konstruktor:E.N.Tosunyan,W.G.Tatevosyan.